# Calpiogna
Calpiogna é uma comuna da Suíça, no Cantão Tessino, com cerca de 47 habitantes. Estende-se por uma área de 3,26 km², de densidade populacional de 14 hab/km². Confina com as seguintes comunas: Campello, Faido, Mairengo, Olivone.
A língua oficial nesta comuna é o Italiano.